# The Sunday Times
The Sunday Times је британски недељни дневни лист чији га тираж чини најпродаванијим у категорији тржишта квалитетне штампе у Уједињеном Краљевству. Покренут је 1821. године као The New Observer. Сестрински је лист новина The Times.